# Gedmose Solcellepark
Gedmose Solcellepark (eller Solcellepark øst for Bur) er et solcelleanlæg vest for Holstebro og øst for Bur et par kilometer nord for Storå og umiddelbart nord for Den vestjyske længdebane.
Anlæggets areal er på 222 hektar og den forventede årlige strømproduktion er på 203.000 Megawatt-timer.
Solcelleparken åbnede i oktober 2021 og var opført af Better Energy og ejet af Heartland A/S.
Størrelsen gjorde den til Nordeuropas hidtil største solcellepark.
Energien fra anlægget bliver solgt gennem såkaldte power purchase agreements.
I området er der også en vindmøllepark.
Ørbæk Rundhøj ligger midt i solcelleparkens sydlige område og der opretholdes en fortidsmindebeskyttelseslinje.
Tre andre fortidsminder ligger vest for solcelleparken.
Bækken Ørbæk løber igennem solcelleparken og fortsætter til mod syd til Storåen.